# Salagena charlottae
Salagena charlottae is een vlinder van de familie van de Metarbelidae. De wetenschappelijke naam van de soort is voor het eerst gepubliceerd in 2008 door Ingo Lehmann.
De soort komt voor in Kenia.